# Konstantin Čupković
Konstantin Čupković (en serbe : Константин Чупковић, né le 2 janvier 1987 à Virovitica, alors en RS de Croatie) est un joueur serbe de volley-ball. Il mesure 2,02 m et joue réceptionneur-attaquant. Il est international serbe.

## Clubs
| Club                  | De           | À         |
| --------------------- | ------------ | --------- |
| Vojvodina Novi Sad    | 2006-2007    | 2008-2009 |
| OK Požarevac          | 2009-2010    | 2009-2010 |
| OK Budvanska Rivijera | sep 2010     | fév 2011  |
| M. Roma Volley        | fév 2011     | avr 2011  |
| Skra Bełchatów        | 2011-2012    | 2012-2013 |
| Sir Safety Pérouse    | 2013-2014    | 2013-2014 |
| Chemik Bydgoszcz      | 2014-2015    | 2014-2015 |
| Tours Volley-Ball     | 2015-2016    | 2015-2016 |
| Olympiacos            | 2016-2017    | 2016-2017 |
| OK Požarevac          | 2017         | déc 2017  |
| Tours Volley-Ball     | Janvier 2018 | juin 2018 |
| Fenerbahçe SK         | 2018-2019    | 2018-2019 |
| Tours Volley-Ball     | 2019-2020    | 2019-2020 |

## Palmarès
- Ligue des champions
  - Finaliste : 2012
- Championnat d'Italie
  - Finaliste : 2014
- Championnat de Pologne
  - Finaliste : 2012
- Championnat de France (1)
  - Vainqueur : 2018
- Championnat de Serbie (2)
  - Vainqueur : 2007, 2010
  - Finaliste : 2009
- Coupe d'Italie
  - Finaliste : 2014
- Coupe de Pologne (1)
  - Vainqueur : 2012
- Coupe de Serbie (1)
  - Vainqueur : 2007
  - Finaliste : 2010
- Supercoupe de Pologne (1)
  - Vainqueur : 2012
- Supercoupe de France (1)
  - Vainqueur : 2015